# Académica da Praia
El Académica da Praia es un equipo de fútbol que participa en el campeonato regional de Santiago Sur. Es un equipo de fútbol de Cabo Verde, de la localidad de Praia en la isla de Santiago. Posee un campeonato nacional conseguido antes de la independencia del país, una copa de caboverdiana de fútbol y 3 títulos regionales.

## Estadio

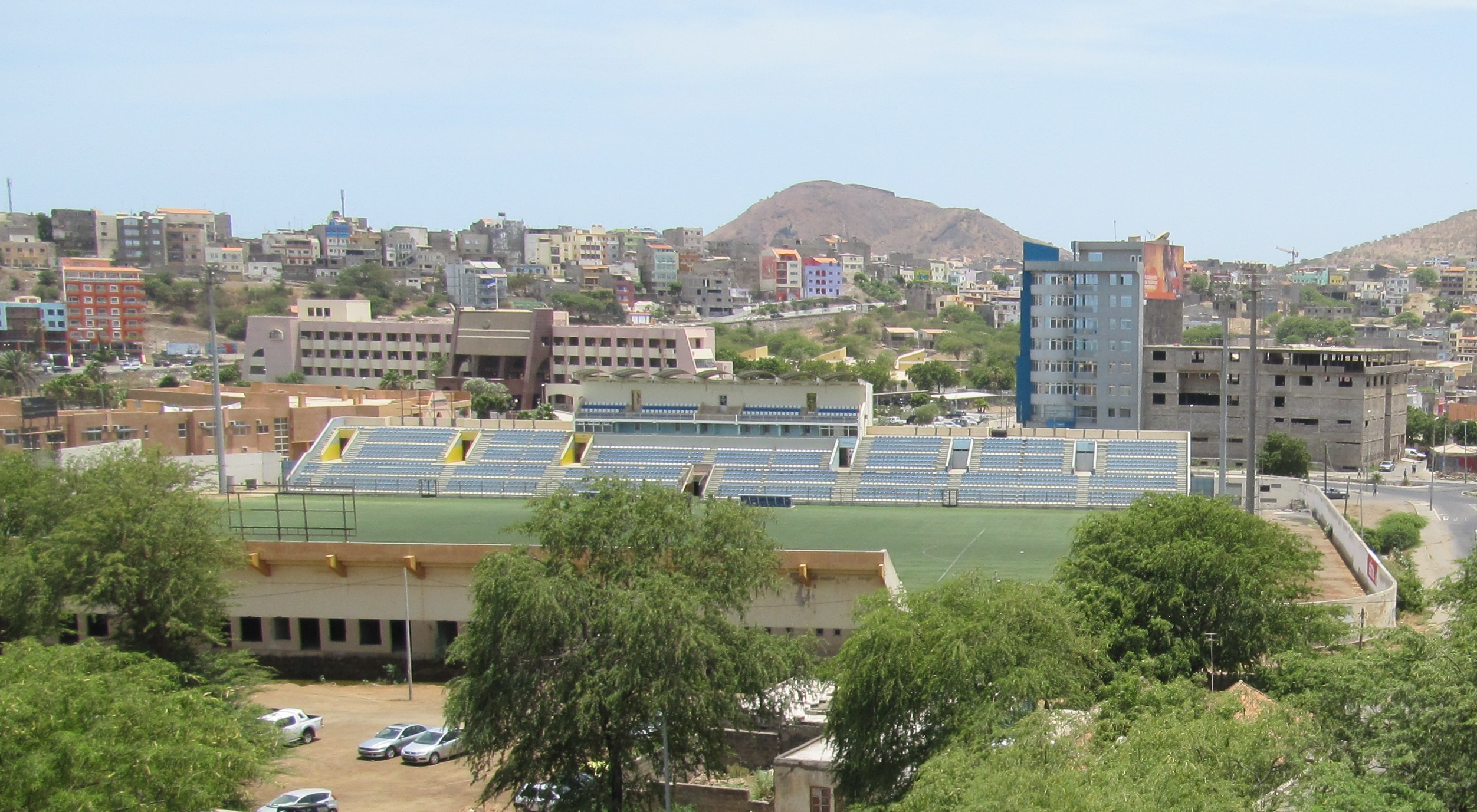
Estadio de Várzea.

El Académica da Praia juega en el estadio de Várzea, el cual comparte con el resto de equipos de la ciudad, ya que en él se juegan todos los partidos del campeonato regional de Santiago Sur. Tiene una capacidad para 8.000 espectadores.
Los entrenamientos son realizados en el estadio de Várzea y en el campo de Achada Grande Frente.

## Palmarés
- Campeonato caboverdiano de fútbol: 1
  - Antes de la independencia (1): 1965
- Copa Caboverdiana de Fútbol: 1

2007
- Campeonato regional de Santiago Sur: 3

2004, 2007 y 2009
- Campeonato regional de Santiago: 3

1965, 1968 y 1989
- Copa de Santiago Sur: 1

2007
- Copa de Santiago: 2

1986, 1994

## Jugadores y cuerpo técnico

### Jugadores internacioles
- Caló
- Adilson 'Gerson Araújo
- Luís Bastos[3]